# Турпизм
Турпизм (от лат. turpis «безобразный») — литературный прием, заключающийся во введении в произведение элементов безобразия с целью вызвать эстетический шок.
Тенденция, присутствующая в некоторых поэтических течениях второй половины XX века, характеризуется антиэстетизмом и своеобразным культом безобразия.
Функцию турпизма можно описать следующим образом:
«В искусстве и политике антиэстетика часто является стилистическим приемом провокации, направленным на разрушение устоявшихся социальных или политических структур, раскрытие скрытых истин и открытие новых пространств для чувств и мыслей».

## История термина
Термин был введен Юлианом Пшибошем в «Oda do turpists», для обозначения развивающегося после 1956 года поэтического течения, сторонники которого, кроме представителей т. н. поколения современности (например, С. Гроховяк, Э. Брилл), также включают Т. Ружевича и М. Бялошевского. Эти поэты программно вносили в свои произведения элементы уродства, болезни, инвалидности, смерти, тления, разрушения и старости, характеризуя как людей, так и предметы, протестуя против условных эстетических ценностей, фальсифицировавших, по их мнению, драматическую реальность современности.

## Характеристика турпизма
Турпизм был создан как отрицание стереотипных в литературе тем, то есть красоты, нравственности и порядка. Таким образом, он имел в виду те элементы мира, которые обычно считались отвратительными и поэтому опускались. Создатели направления турпизма сделали предметом описания элементы мира, подверженные разрушению и распаду. Для них было очень важно, чтобы все те области действительности, которые раньше были оттеснены на периферию из-за их отвратительного характера, нашли свое место в поэтическом опыте. Благодаря такому обращению поэтам удалось дистанцироваться от искусственности литературы. Язык турпистской поэзии не гнушался вульгаризмами, непристойными описаниями и разговорными выражениями, относящимися, например, к физиологии человека. Природа турпизма допускала своего рода «переворачивание реальности», отсечение от классической формы (красота — хорошо) и показывая мир таким, какой он есть на самом деле. Тенденция турпизма сделала уродство эстетической категорией.

### В литературе
Турпизм можно найти в основном в литературных произведениях, написанных после 1956 года. Поэты, использовавшие в своих стихах антиэстетические описания действительности, очень часто указывали на смысл такого рода литературных приемов и давали читателю понять, что уродство и смерть полностью связаны с устройством мира. С помощью скандальных описаний они доказывали, что язык поэзии должен оставаться свободным от искусственных творческих приемов, быть приближенным к действительности и реальной жизни. Среди художников, использующих турпистские устройства, можно выделить следующих:
Станислав Гроховяк — поэт, ищущий новые возможности поэтического выражения. Характерными чертами его творчества являются отсылки к живописи и очень высокая чувствительность к цветам. Его программным произведением является стихотворение «Горящий жираф», вдохновленное одноимённой картиной Сальвадора Дали. Такие литературные произведения называются экфрасисами, то есть попытками перевода образа на язык поэзии. Поэтический прием, присутствующий в произведении, представляет собой представление человеческого страха перед смертью. Этот мотив соответствует содержанию картины Дали, но гораздо больше места Гроховяк уделил поэтическим изображениям физиологии человека.

### Помимо литературы
Тематизация безобразного в литературе неявляется чем-то необычным, и соответствующие описания можно найти во все эпохи. Турпизм проявляется и в других областях искусства, например в живописи. Следует упомянуть о натурализме, чье собственное притязание на возможно более точное наблюдение обязывает его обращать внимание на безобразное, и экспрессионизме, последователи которого в первую очередь стремились к шокирующему эффекту.

### Критика
Юлиан Пшибось считал, что реквизит уродства, который они демонстрировали, представлял угрозу литературе, и поощрял возвращение к авангардной поэзии.
В своем произведении Пшибось попытался высмеять турпизм, стилизовав стихотворение по подобию «Оды к молодёжи» Адама Мицкевича и наполнив его насмешливыми отсылками к турпистской эстетике. Критика турпизма позволяет признать само литературное течение проявлением бунта поколений. Идеи, связанные с турпистскими литературными усилиями, в первую очередь были направлены на демистификацию мира и снятие маски, которую, по мнению турпистов, наложила на мир литература.
Противники резкой критики Пшибося подчеркивали, что уродство и смерть всегда присутствовали в поэзии, и описываемые предметы, пейзажи и отвратительные явления (разрушение, старение, тлен) должны аутентифицировать представленное видение мира, способствовать утверждению реальности во всех её аспектах.

Гроховяк в статье «Турпизм, реализм, мистицизм» опроверг обвинения в броскости, адресованные турпистам: 
«Турписты — если я правильно понимаю нас, турпистов, — даже в самом продвинутом акте бунта (будь то против жизни или против литературной традиции) они в конечном счете выражают утвердительную позицию. Ни один турпист не пугает просто ради того, чтобы напугать, никто не кричит, чтобы его услышали, какой у него сильный голос. Опять же, решает не реквизит, а отношение.»